# Brian Griffin
Brian Griffin este un personaj fictiv din serialul animat american Family Guy. Un câine Labrador antropomorfic dublat de Seth MacFarlane, el este unul dintre personajele principale ale show-ului ca un membru al familiei Griffin. El lucrează în serial ca un scriitor ce încearcă sa se găsească pe sine, scriind eseuri, novele, scenarii, și articole de ziar.
El a apărut la televiziune, împreună cu restul familiei, într-un scurt-metraj de 15 minute pe 20 decembrie 1998. Brian a fost creat de MacFarlane însuși. MacFarlane a fost rugat sa facă un pilot pentru Fox Broadcasting Company, bazat pe The Life of Larry and Larry & Steve, doua scurt-metraje făcute de MacFarlane prezentând un personaj de vârsta mijlocie numit Larry și un câine intelectual, Steve. După ce pilotul a primit lumina verde, familia Griffin a apărut în episodul "Death Has a Shadow". Aspectul lui Brian este o refacere a lui Steve câinele, din show-ul precedent al lui MacFarlane.
Brian a apărut în multe produse de promovare pentru Family Guy, și este considerat unul dintre cele mai cumpărate personaje din show. El a mai făcut aparențe în celelalte show-uri produse de MacFarlane, cum ar fi American Dad! și The Cleveland Show.
Ca un personaj, Brian a fost foarte primit de critici și fani. Când Brian a fost omorât în sezonul 12, în episodul "Life of Brian", evenimentele din episod au primit atenție substanțială din media și reacții negative de la fanii show-ului. Brian a revenit peste două episoade, în "Christmas Guy", după ce Stewie merge înapoi în timp să-l salveze.